# Vain Glory Opera
Vain Glory Opera — третий полноформатный альбом немецкой пауэр-метал-группы Edguy, выпущенный в 1998 году. Альбом получил высокие рейтинги и принёс группе широкую известность. Также он примечателен тем, что в записи приняли участие Ханси Кюрш (Blind Guardian) и Тимо Толкки (Stratovarius).

## Список композиций
1. «Overture» — 1:31
2. «Until We Rise Again» — 4:28
3. «How Many Miles» — 5:39
4. «Scarlet Rose» — 5:10
5. «Out of Control» — 5:04
6. «Vain Glory Opera» — 6:08
7. «Fairytale» — 5:11
8. «Walk on Fighting» — 4:46
9. «Tomorrow» — 3:53
10. «No More Foolin'» — 4:55
11. «Hymn» (кавер-версия на песню группы Ultravox) — 4:53

## Участники
- Тобиас Заммет (вокал, бас, клавишные)
- Йенс Людвиг (гитара)
- Дирк Зауэр (гитара)
- Frank Lindenthal (ударные)

### Приглашённые музыканты
- Ханси Кюрш — вокал на композициях «Out of Control» и «Vain Glory Opera»
- Тимо Толкки — гитара на композиции «Out of Control»
- Ralf Zdiarstek — бэк-вокал
- Norman Meiritz — бэк-вокал
- Andy Allendorfer — бэк-вокал